# Сењ
Сењ је град у Хрватској, који се налази у подножју Сењског била, у Личко-сењској жупанији. У самом мјесту живи 4.810 становника. Познат је по тврђави Нехај подигнутој 1558. године.

## Географија
Највећа је урбана агломерација на хрватској обали између Ријеке и Задра. Подручје града обухвата морску обалу у дужини од 76 km, а смјештен је између мора, обронака Капеле и Велебита, највеће планине у Хрватској. Лежи на 14° 54' 10" источне дужине и 44° 59' 24" сјеверне географске ширине. Његов положај на источној обали Јадрана поморски га повезује с градовима и земљама Средоземља. Копненим везама повезан је са залеђем преко планинског превоја Вратник (700 m над морем), на западу с Винодолском долином, Ријеком и њеним залеђем, а на југу са Задром, Сплитом и Далмацијом.

## Историја
Археолошки и историјски подаци за ово подручје нису бројни. То су углавном камени фрагменти или делови неколико натписа.
Први народи који су се доселили на ова подручја спадали су у илирску групу народа, а они су и уједно били ти који су и основали овај град. Први илирски народи који су се овдје доселили били су Јаподи. Ово подручје одувијек је било привлачно за живот, па су зато око Сења и настала многобројна насеља која се називају градине. Градине су биле на бријегу, па се лакше могло пратити кретање непријатеља и њихово дјеловање. Због свог положаја била је идеална полазишна тачка за повезивање мора с унутрашњошћу.
У 4. вијеку п. н. е. ови јаподски крајеви дошли су под власт илирског племена Либурна који су насељавали подручје око Задра. Либурни као вјешти и неустрашиви поморци били су господари цијеле источне обале Јадрана, па укључују овај простор у Либурнију која је обухватала простор од ријеке Раше, па све до ријеке Крке. Либурни су потискивали Јаподе уз обални коридор Велебита и тада се почињу ширити према сјеверу, тако да су убрзо овладали цијелим подручјем Кварнерског залива.
Либурни су на овим просторима добро живјели захваљујући повољним климатским условима, обиљу шуме и воде, а сам градински смјештај штитио их је од разних нападача и са копна и са мора.
Под либурнском власти насеља на овом подручју уједињује се у једно насеље које добива назив Сениа. То је име илирског поријекла (Сенитас) које је касније ушло у латински језик. У доба Римљана у северној Далмацији постојао је град Senia, данашњи Сењ.Напад Јапода и Хистра на новоосновану римску колонију Аквилеју у сјеверној Италији доводи до рата између Илира и Римљана. Око 129. п. н. е. Илири су поражени, па су стога морали плаћати Риму данак.
Римљани из колоније Аквилеје дубоко преко Сение, Гацке и Лике продрли у илирско подручје, а Сениа постаје полазишна тачка у војним походима Октавијана Августа у његовим војним походима против бунтовних Јапода у залеђу Сение, тј. у Гацкој и Лици. У тим походима Јаподи су тешко поражени, тако да је на њиховом простору коначно успостављана римска власт.
У Сенији и другим средиштима аутохтоних илирских заједница започиње снажан процес романизације у свим сегментима живота. Романизацију предводи домаћа аристократија. Римљани су знали наградити лојалне либурнске заједнице, па су су поједине заједнице добиле низ повластица. Илири се постепено романизирају, мијењају свој стил живота, селе се на море те напуштају своја ранија успостављена градинска насеља. Заједно са асимилираним Илирима Римљани-Италици почињу изграђивати нова насеља која постају средишта романизације те политичког, господарског и духовног живота на овим просторима.
Поред трговачког значаја то је "град ускока", који има славну прошлост и борбену традицију. Ту су од 16. века живели чувени "ускоци" који су са својим малим чамцима угрожавали интересе прво Турске, а затим и Млетачке републике. Они нису хтели споразум са Млецима, нити су им давали данак. Аустријанци су им били други велики непријатељ. Сењ је био вековима чувен по пљачкашима - ускоцима, који су упадали на Млетачку или Турску територију. У 16-17. веку Сењом су господарили кнезови Франкопани. Када су Турци кренули да заузму градић, ту су се налазили ускоци. Претходно су 1537. године заузели ускочко место Клис. Место Сењ је онда постало уточиште за све бегунце. Године 1552. угарски краљ Лауш II уступио је због оскудице у новцу (за издржавање плаћеничке војске), аустријском цару Фердинанду I утврђена места Сењ, клис, те Лику и Крупу. Сењки капетани су нису мешали у оно што су радили ускоци, јер су ови имали заштитнике у Аустрији. Међу ускоцима постојале су две чете: "стипендијарци" (плаћеници) и "авантурци" (не плаћени момци). И једни и други бавили су се гусарским "занатом" на мору, а било их је толико да се населили и околна места. Обично их је било 500-600 наоружаних људи. Године 1580. било је време ускочког војводе Ђуре Даничића (родом из Босне) и његова три сина. Турци су да би им доскочили формирали "мартолоке", још горе (наоружане) људе од ускока са којима су имали да се боре. Чинили су такође лутајуће чете, састављене од Хришћана који су радили за Турке.
У Сењу је рођен Павле Витезовић (1652—1713) далматински књижевник, историчар и хералдичар, познат по монументалном историјском делу Serbia illustrata. У Сењу је радила најстарија штампарија. Сењ је родно место и хрватских књижевника Силвија Страхимира Крањчевића, Вјенцеслава Новака, Милана Огризовића, Милутина Цихлара Нехајева и других.
За време Војне границе Сењ (Zengg) је важно место у Оточкој регименти. Када су Французи загосподарили ушао је Сењ у састав Илирских провинција (1809-1813). Сењ је некада био важно трговачко место на Јадрану. У месту које је 1838. године отворена варош било је тада 1716 становника. Имао је погодан природни положај на обали мора са малим пристаништем, где се трговало са: житом, медом, вином, сољу, дуваном. Трговином су се бавили пре свега богати шпекуланти из Ријеке и Трста. Одлуком Хрватског сабора 1848. године граду су враћена његова некадашња права. Издвојен је из Војне границе 1871. године. Године 1874. у граду са око 4.000 становника постоје установе: католичка богословија, гимназија, реалка, наутичка школа, те неколико "нижих" школа. Број становника је стално опадао тако да их је 1883. године било 3150. У граду је било седиште католичког бискупа.
Након Првог светског рата радила је у Сењу осморазредна државна гимназија. Ради и као средња школа четвороразредна стара Католичка богословска академија. Између два светска рата Сењ је био мирно среско место. Туризам је био слабо развијен, будући слабих . Постојала је ту лука али са слабим прометом и државна фабрика дувана. Много се очекивало од градње жељезничке пруге и пута тзв. Јадранске магистрале.

## Срби у Сењу
У Сењу је сачуван изворни рукопис који се односи на савез горских кнезова (морлачких поглавара) и суседа Сењана, створен против Млечана. Ти становници планина су се временом променили. Сами себе називају Буњевци јер су дошли ту са подручја Буне у Босни. Толико су били потлачени и злостављани да су се морали стално селити. У време Максимилијана II многи од њих су се одселили у Мађарску где њихови потомци настављају да живе (1774). Други су се скрасили у Италији, захваљујући подршци Аустрије. Буњевци су по Фортису италијанском путописцу - католички Морлаци.
Мјесто су Срби одувијек звали Сењ бијели, а познато је из српских пјесама. Позната је српска епска песма о ускоцима "Женидба Сењанина Иве". Песма је поред Ива Сењанина, опевала и његове рођаке Јуришу и Тадију. Столетна борба ништа им нахудила није, већ их још већим јунацима начини. Стојан Јанковић, Илија Смиљанић и други јунаци из Равних Котара, Сења и Задра начинише од Далмације другу класичну земљу србску, на коју Србин помишљајући осећа исту насладу и понос....
У том утврђеном граду се од времена турског заузимања Будима, јављају Срби "ускоци". Они су учествовали у одбрани јадранске обале од Турака. Када је 1537. године пао град Клис, сви ускоци су се слегли у Сењ, који је постао њихово главно упориште. Турски султан Селим се 1545. године отворено жалио на ускоке, који су упадали у "турску област". Жалбе се понављају 1560, 1565. и 1569. године. Турци су због ускока објавили Млецима рат 1570. године. Када је рат прошао ускоци се нису смирили; почели су 1575. године пљачкати венецијанске бродове. Покушали су Сењани 1583. године да преотму Клис, али нису успели. Најпознатији ускок тог времена био је Ђуро Даничић, сењски војвода 1580., родом из Босне. Уследило је после 1591. године принудно расељавање Срба ускока са морске обале од Сења, од стране аустријског цара Карла.
Сењски капитан Сигмунд Гусић је такође насељавао Србе, почетком 17. века, у позадини Сења (Брлог, Дренов Кланац...) на својим поседима, за одбрану од Турака. У Сењу се налази "прастара кула св. Саве" (Драгутин Франић, "С гјацима...", стр. 406.).
Манојло Грбић у „Карловачком владичанству“ у 1. књизи (од три заједно објављене у једној, репринт издање 1990, Топуско), на 150. и 151. страни пише да су се у Сењ доселиле неке српске трговачке куће, крајем 18. вијека. Године 1784. у Сењу је било пет српско православних породица. Тамо је свагда била војничка, граничарска посада. Године 1788. они саграде себи лијепу црквицу Свете Богородице. Године 1790. било је у Сењу 9 православних породица са 41 душом. Године 1800. у Сењу је 10 српских кућа са 55 душа, а 1880. 17 кућа са 195 душа, али то су скоро све чиновници. Када се пореде две године, разлика је минимална. Тако 1847. године ту живи 56 православних Срба, а 1867. године има их 101 душа. Манојло Грбић на иде у дубљу прошлост која нам казује да је славни војсковођа Никола Јуришић из Сења, који је код Кисега побиједио Сулејмана Величанственог био православац и потписивао се ћирилицом. Он је насељавао остале Србе и Влахе у 16. вијеку за одбрану од Турака, како је сачувано у његовим писмима цару. По Александру Будисављевићу у књизи „Племе Будисављевића у Горњој крајини“ он је потомак једног од три брата који су дошли из Метохије, Јурише, Филипа и Будише од којих настају Јуришићи, Филиповићи и Будаци и Будисављевићи.
Сењска црквена општина била је мала по броју Срба, али знаменита и одступа од осталих (попут Трста и Ријеке) по неким особеностима. Усташе су за време Другог светског рата срушиле православну цркву Успења пресвете Богородице. У њој је неколико година, између 1847-1852. године службовао као администратор поп Милутин Тесла, отац научника Николе. Пре доласка поп Милутина Тесле, ту је 1846. године био поп Петар Кокотовић. Породица Тесла се ту "злопатила" неколико година са 200 ф. плате и накнаде од 40 ф. за станарину. Администратор парохије 1867. године је поп Лазар Поповић.
Образован је 1827. године пренумерантски пункт у Сењу, за набавку једне српске (ћириличне) књиге. Чинили су га: поп Јован Радаковић намесник, поп Петар Вучковић администратор парохије сењске, Спиридон Рашевић учитељ и мештани - браћа Милеуснић, Димитрије Михајловић, Лазар Омчикус, Илија Бајић, Никола Радовановић. Као претплатник "Српског летописа" јавља се 1828. године капелан сењски поп Петар Вучковић. Како је то била сиромашна црквена општина, плата свештеничка је била мала и нередовна, па му је аустријска држава уделила 800 ф. помоћи. Године 1850-1851. поп Милутин је био тешко болестан, па су ту администрирали многи околни свештеници. Дуже је остао његов сродник поп Тома Мандић 1851. године. Сењ тада није имао православну парохију, положај је био правно нејасан; била је то "капеланија", али зачудо самостална. Поп Тесла је 1850. године дао да се о његовом трошку направи парохијски жиг. Године 1874. у Сењу живе православни "малобројни" Срби, који имају своју православну цркву и црквену општину.
Културну хронику Сења исписали су пожртвовани пренумеранти српских књига. Претплатили су се за једну математичку књигу 1809. године сењски трговци: Стефан Сорковић, Теодор Малеуснић и Данил Љуботина. Живковићев превод књиге о Телемаку узели су 1814. године и становници Сења. Били су то писмени људи као Николај Радовановић, Михаил Тербовић, Стефан Сорковић, Стефан Рашевић са супругом Марјетом, Јован Атанасић, Георгије Јанковић и Димитрије Ристивојевић купец. Затим су 1817. године Видаковићеву позоришну игру узели претплатом Сењани: Јован Теодоровић и Димитрије Михаиловић. Вуков чудесни речник из 1818. године стигао је код тројице читалаца у месту. Били су то Јован Узелац, Мијајло Трбојевић и Теодор Милеуснић. Купили су популарну књигу Милована Видаковића 1817. године, житељи сињски: Јован Теодоровић и Димитрије Михаиловић. Претплатници Вуковог календара "Данице" били су 1827. године браћа Милеуснићи, као скупљачи претплате. Поред њих ту су поп Петар Вучковић администратор парохије, те грађани Димитрије Михаиловић, Илија Бајић, Кирил Трифић и неколико купаца са стране. Јован Јакшић трговац из Сења бави се 1828. године у Карловцу. Године 1836. помиње се православна црква у оближњем Радошићу. Павловићев "Српски народни лист" који је излазио у Будиму, куповао је (1839) један мештанин. Духовно штиво су узели грађани Сења 1841. године: поп Лазар Матић администратор парохије, и 12 месних великокупаца (трговаца) - Георгије Милеуснић, Јован Сава Петровић, Лазар Рашевић, Јован Јакшић, Исак Милеуснић, Теодор Радовановић, Николај Рашевић, Лазар Мунћан, Симеон Марић, Јован Атанасић, Георгије Ковачевић и Христифор Кнежевић. Сењски трговац Теодор Милеуснић је 1843. године уплатио у Фонд Матице српске 100 ф. као члан-оснивач. Претплатници једне Вукове етнолошке књиге били су 1867. године администратор, поп Лазар Поповић и трговац Тошо Милинић. Почетком 20. века парох у Сењу је поп Никола Радошевић.
У Сењу се родио др Лујо Бакотић (1867—1941), адвокат и дипломата, историчар и лингвиста, истакнути Србин католик. У граду је умро 1906. године Лујов отац, др Игњат Бакотић адвокат, правник и национални радник, родом из Гомилице (1835), села у Сплитским Каштелима. Као истакнут Србин католик основао је и био предсједник "Српског братства", у Сплиту 1898. године, док није било забрањено. Игњат је дошао Сењ након двије године проведене на Цетињу, гдје је био предсједник црногорског Врховног суда.
Објавио је 1877. године Миле Магдић професор сењске гимназије монографију града Сења под насловом: "Топографија и повиест града Сења".

## Становништво
На попису становништва 2011. године, град Сењ је имао 7.182 становника, од чега у самом Сењу 4.810 становника.

## Попис 1991.
На попису становништва 1991. године, насељено место Сењ је имало 5.998 становника, следећег националног састава:
| Попис 1991.‍   | Попис 1991.‍  | Попис 1991.‍ | Попис 1991.‍ | Попис 1991.‍ |
| ------------- | ------------ | ----------- | ----------- | ----------- |
|               |              |             |             |             |
| Хрвати        | Хрвати       |             | 5.506       | 91,79%      |
| Срби          | Срби         |             | 156         | 2,60%       |
| Албанци       | Албанци      |             | 34          | 0,56%       |
| Југословени   | Југословени  |             | 23          | 0,38%       |
| Муслимани     | Муслимани    |             | 21          | 0,35%       |
| Словенци      | Словенци     |             | 13          | 0,21%       |
| Македонци     | Македонци    |             | 7           | 0,11%       |
| Црногорци     | Црногорци    |             | 4           | 0,06%       |
| Мађари        | Мађари       |             | 3           | 0,05%       |
| Турци         | Турци        |             | 3           | 0,05%       |
| Чеси          | Чеси         |             | 3           | 0,05%       |
| Италијани     | Италијани    |             | 1           | 0,01%       |
| Немци         | Немци        |             | 1           | 0,01%       |
| Словаци       | Словаци      |             | 1           | 0,01%       |
| неопредељени  | неопредељени |             | 106         | 1,76%       |
| регион. опр.  | регион. опр. |             | 9           | 0,15%       |
| непознато     | непознато    |             | 107         | 1,78%       |
| укупно: 5.998 |              |             |             |             |

## Туризам
Љетни карневал
У Сењу се у августу одржава и традиционални љетни карневал, најстарији и највећи такав догађај у Хрватској.

## Познате личности
- Иван Пасквић — астроном, математичар, оснивач и први управитељ звјездарнице у Будиму, Мађарска.
- Вјенцеслав Новак — књижевник и оргуљаш
- Силвије Страхимир Крањчевић — књижевник
- Милутин Цихлар Нехајев — књижевник
- Павле Ритер Витезовић — полихистор, књижевник, штампар
- Мирко Ожеговић Барлабашевачки — бискуп сењски и модрушки, барон Хабзбуршке монархије, хрватски препородитељ и сењски мецена, обновитељ гимназије
- Никола Јуришић — војсковођа, одбранио Кисег у Мађарској од навале Турака
- Милан Могуш — академик
- Владимир Ћопић — револуционар и организациони секретар КПЈ
- Зора Прица Крстић — педагог, прва Српкиња доктор наука

## Партнерски градови
- Кесег
- Вратимов
- Вјелуњ
- Сорбјерс
- Сењец
- Парндорф
- Врбовец